# フジカンゾウ
フジカンゾウ（藤甘草、学名：Hylodesmum oldhamii）は、マメ科ヌスビトハギ属の多年草。別名、フジクサ、ヌスビトノアシ。
以前は、本種を含むヌスビトハギ属は Desmodium Desv. とされてきた。1994年に大橋広好と梶田忠の研究によってヌスビトハギ類のDNA解析がすすめられ、他の「ヌスビトハギ属」とは初期に分岐したことが明らかにされた。2000年には、本種やヌスビトハギは、従来の「ヌスビトハギ属」とは別属とされ、Hylodesmum H.Ohashi & R.R.Mill が属として新設された。"Hylodesmum" は「森に住むヌスビトハギ類」の意味である。和名、ヌスビトハギ属は Hylodesmum に移され、従来の Desmodium Desv. の和名はシバハギ属になった。

## 特徴
茎は直立して高さは50-150cmになり、全体に粗い毛および微毛がまばらに生える。葉は互生し、奇数羽状複葉で小葉は5-7個からなり、頂小葉は長楕円形または倒卵形で、長さ6-17cm、幅3-6cm、先は鋭形、縁は全縁、基部は円形または鈍形になり、短い小葉柄がある。葉質はやや硬くやや紙質で、茎と同様にざらざらしており、深緑色。葉柄は長く、葉柄の基部に托葉があり、線状披針形で、長さ7-8.5mm、幅1-1.2mmになり、先はとがり、数本の脈がある。
花期は8-9月。茎先と葉腋から長さ50cmになる花序を出して総状花序につき、多数の蝶形花をつける。花は淡桃色で長さ8-10mmと大きく、竜骨弁は長さ7.5-8.5mmになり、翼弁より長い。萼は上方で4裂する。花柄は長さ4-6mm、花柄の基部に1個の苞葉があり、花柄は果時には9-12mmになる。竜骨弁の中に雄蕊の花糸10個が合体した単体雄蕊と1個の雌蕊があり先端に小型の柱頭をつける。果実は豆果で扁平な節果となり、ふつう2小節果からなり、長さ10-15mm、幅5-7mmで、長さ6-7mmになる柄をもつ。小節果は三角形で、全面にざらざらする短いかぎ形になった毛が生え、衣服などに付着しやすい。種子は長さ5mm、幅9mmになり、痕跡的な仮種皮はほとんどない。染色体数は2n=22。

## 分布と生育環境
日本では、本州（青森県日本海側以南）、四国、九州に分布し、平地から低山地の林下に生育する。世界では、朝鮮半島、中国大陸（東部・東北部）、極東ロシア（沿海地方）に分布する。

## 名前の由来
和名フジカンゾウは、「藤甘草」の意。「藤」は、花がマメ科のフジに似ていることから、「甘草」は、草姿が有用植物として栽培されているマメ科のカンゾウに見立てたもの。別名のフジクサは、「藤草」の意で葉の形から、ヌスビトノアシは、「盗人の足」で豆果の形に由来したもので、ヌスビトハギと同様。
なお、1856年（安政3年）から1862年（文久2年）にかけて出版された飯沼慾斎の『草木図説』前編20巻中第14巻には「ヌスビトノアシ、フヂカンザウ」と掲載されている。
種小名（種形容語）oldhamii は、イギリス人の植物採集家オルダム Richard Oldham (1837-1864) への献名。オルダムは1861年にイギリスのキュー王立植物園から日本に派遣されている。

## 下位分類
- シロバナフジカンゾウ Hylodesmum oldhamii (Oliv.) H.Ohashi et R.R.Mill f. album (T.B.Lee) H.Ohashi et K.Ohash (2012)[10] - 白花品種。稀にみられる[6]。

## ギャラリー

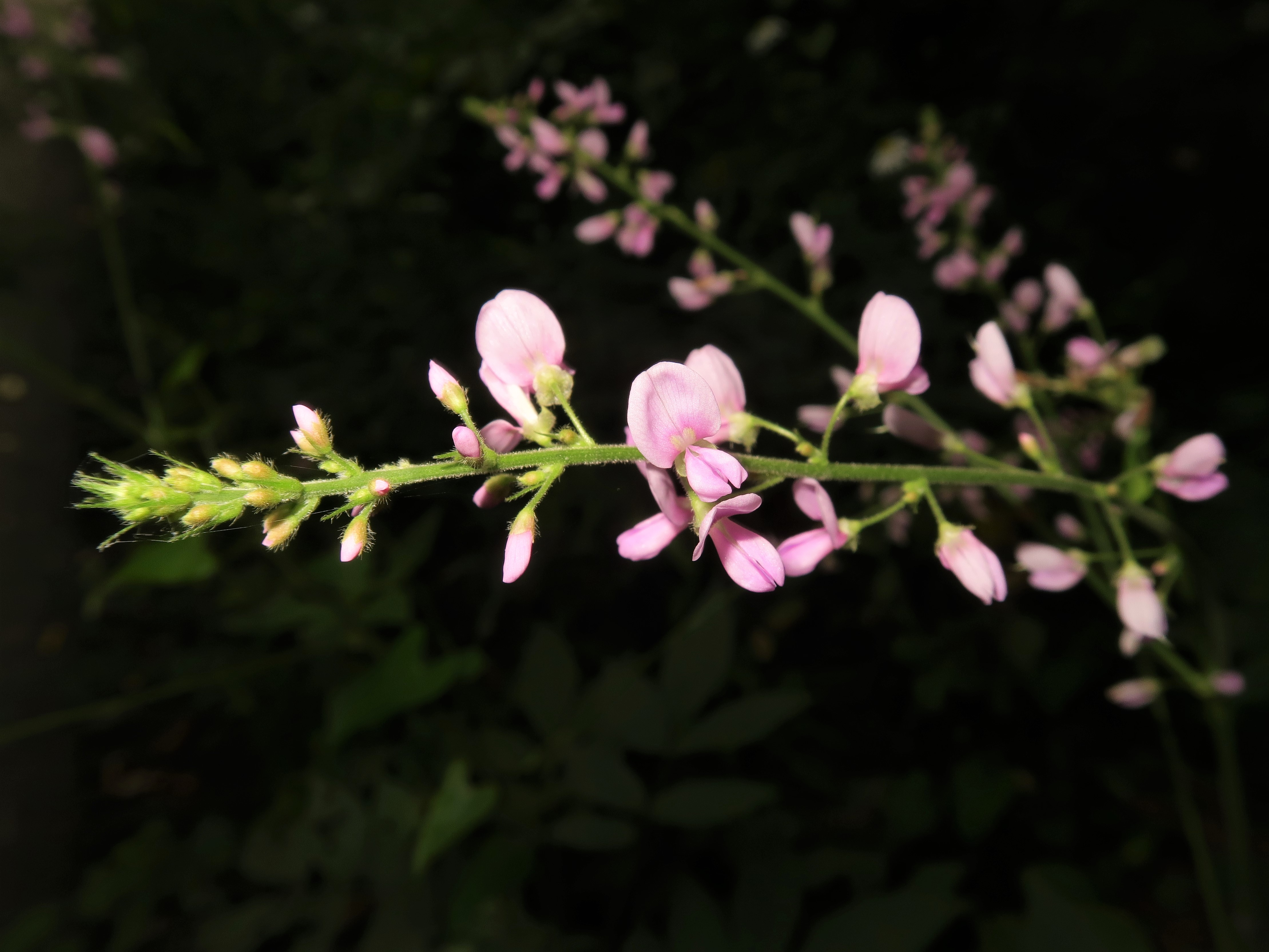
茎先と葉腋から長さ50cmになる花序を出して総状花序につき、多数の蝶形花をつける。
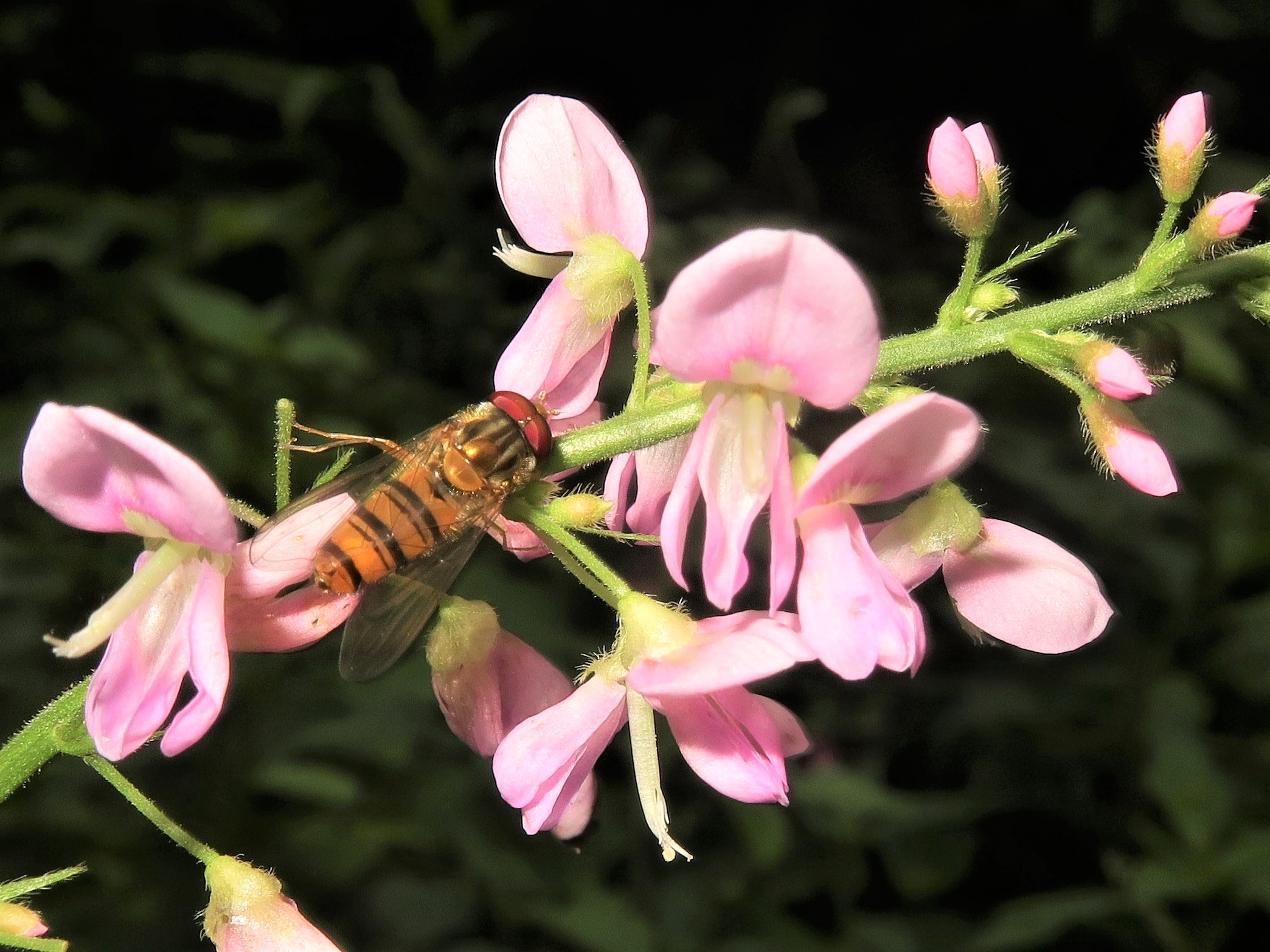
花は淡桃色で大きい。竜骨弁の中に花糸10個が合体した単体雄蕊と1個の雌蕊があり先端に小型の柱頭をつける。
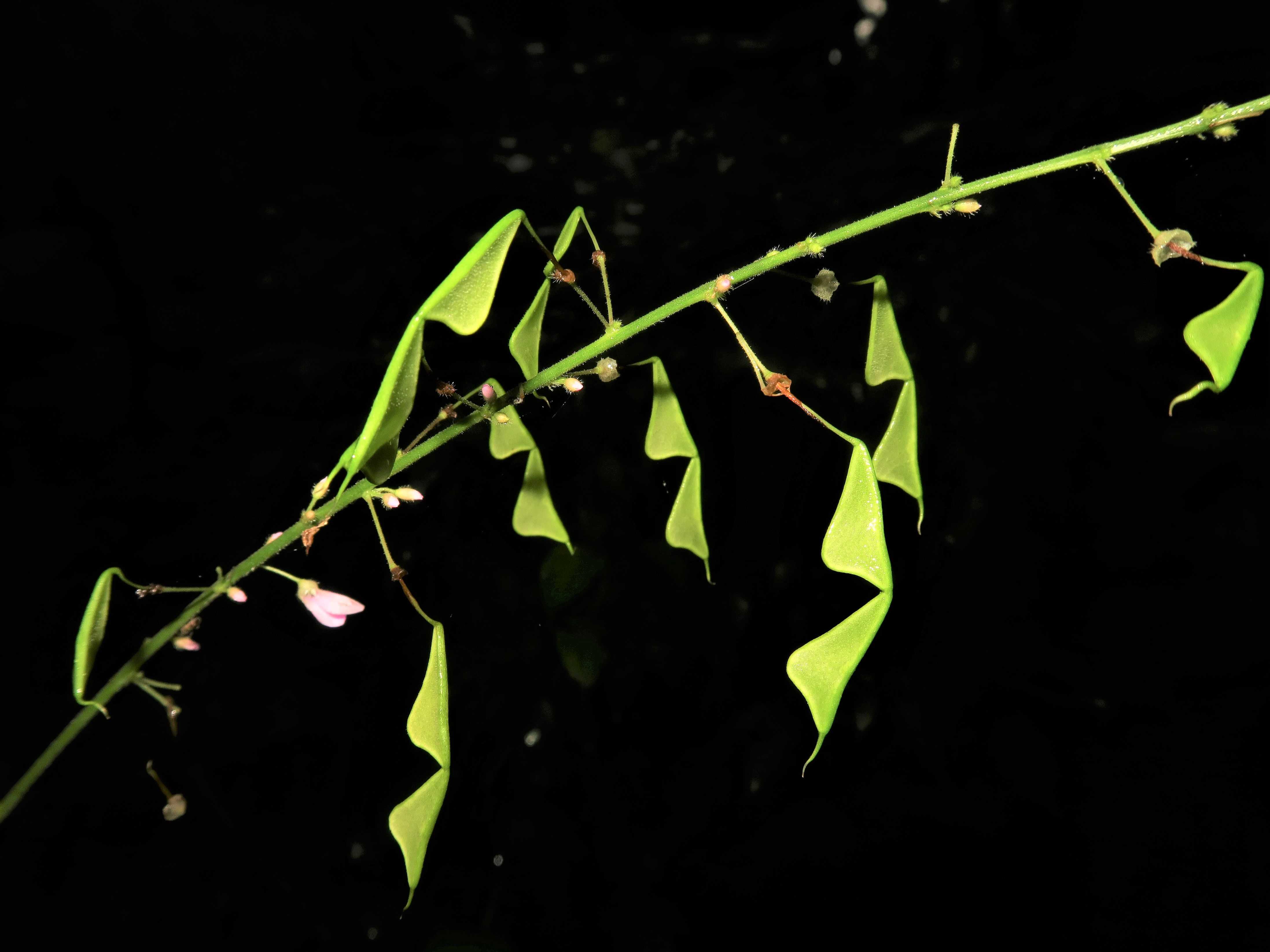
豆果は扁平な2小節果からなり、果柄の他に長さ6-7mmになる柄をもつ。
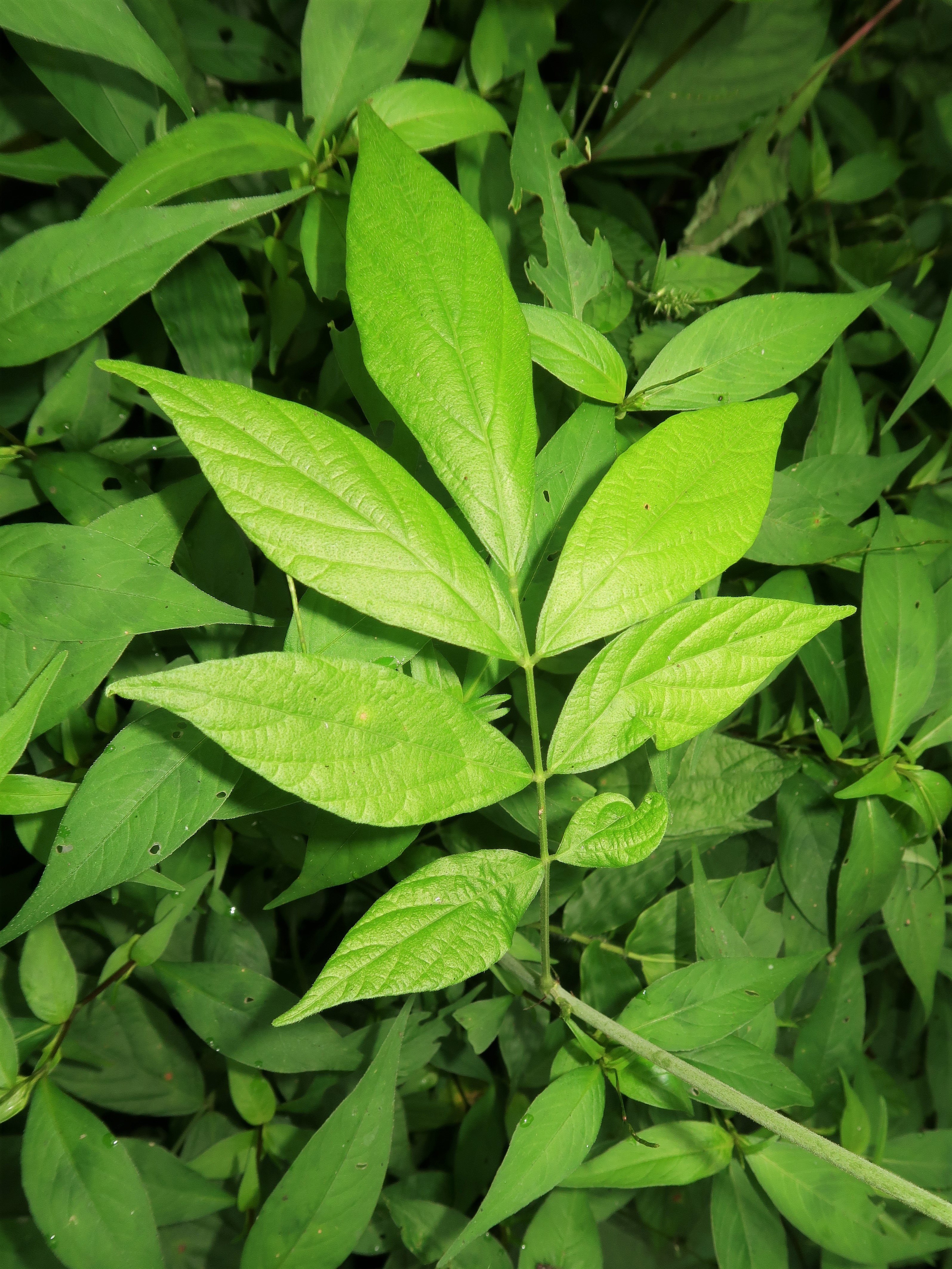
葉は5-7小葉からなる奇数羽状複葉で、葉柄の基部に細い線状の托葉がある。

## 分類
日本におけるヌスビトハギ属のうち、本種は葉が奇数羽状複葉で葉は5-7小葉からなり、花が大きい。一方、ごく普通にみられるヌスビトハギ Hylodesmum podocarpum subsp. oxyphyllum var. japonicum は葉が3小葉からなり、比べると花が小さい。